# Titi
|  | Per a altres significats, vegeu «Titi (desambiguació)». |

Titi fou probablement germana del rei de la dinastia XX, Ramsès III i que fou segurament després una de les seves dones. Portava el títol de "Senyora de les dues terres" (que apareix 42 vegades), "filla del rei", "cos estimat de la filla del rei", "Estimada filla del rei" i "germana del rei", i la tenia la consideració de "Principal esposa reial" i "reina mare" (probablement fou la mare de Ramsès IV). Està enterrada a la tomba QV52 de la Vall de les Reines) No s'ha de confondre amb Tyti, una altra de les seves esposes.